# Медаль «За жертовність і любов до України»
Медаль «За жертовність і любов до України» — відзнака Православної церкви України (раніше Української православної церкви Київського патріархату). Одна з 10 нагород ПЦУ для єпископату, кліру та мирян.

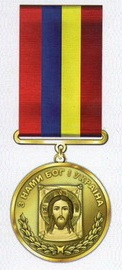
Медаль «За жертовність і любов до України» УПЦ КП

Про заснування нагороди було повідомлено 2 січня 2015, і вже невдовзі відбулися перші нагородження. Станом на 19 травня 2016 медаллю було нагороджено понад 14 000 людей. 4 лютого 2020 була затверджена як одна з нагород ПЦУ.
Медаллю нагороджують за прояв активної громадянської позиції, героїзму, самопожертви в ході Революції гідності, захисту України на Донбасі та в Криму, а також за волонтерську допомогу військовим формуванням України — Збройним силам, Національній гвардії, добровольчим батальйонам тощо. Рішення про нагородження ухвалює предстоятель ПЦУ за поданням архієреїв або інших осіб, крім претендента.
Медаль викарбувана з ювелірної латуні і вкрита золотом. В центрі — барельєф Богородиці Оранти, по краю — коло з блакитної емалі з написом «Православна Церква України». Стрічка має блакитний колір із біло-червоно-білими смугами посередині. 
Медалі, що вручалися від імені УПЦ КП, виготовляли з зображенням Ісуса Христа, написом «З нами Бог і Україна» та червоно-синьо-жовтою стрічкою.